# Springfield (motorfiets)
Springfield is een historisch merk van motorfietsen.
Dit was een Engels merk dat in 1921 drie modellen bouwde: een 269-cc-model met een Villiers-tweetaktmotor, een 346cc-model met een JAP-zijklepmotor en twee versnellingen en een 600cc-JAP met drie versnellingen. Waarschijnlijk werden de machines bij de The Wulfruna Engineering Co. in Wolverhampton speciaal voor de export naar Nederland gemaakt, omdat hun eigen merknamen "Wolf" en "Wulfruna" niet geschikt waren. 